# Limba yoruba
Yoruba  (nume nativ èdè Yorùbá) este o limbă nigero-congoleză vorbită în Africa de Vest. Numărul de vorbitori ai limbii yoruba era estimat la aproximativ 20 de milioane în anii 1990, față de 8 milioane în 1981. Astăzi este posibil să fie 28 de milioane de vorbitori.